# Путилин, Владислав Николаевич
Владисла́в Никола́евич Пути́лин (род. 1 февраля 1947, село Листопадовка, Грибановский район, Воронежская область) — российский военный и государственный деятель, первый заместитель председателя Военно-промышленной комиссии при Правительстве Российской Федерации. С 2011 года — председатель совета директоров ОАО «Роснано».

## Биография

### Образование
В 1969 году окончил Харьковское высшее военное командно-инженерное училище. В 1979 году окончил Военно-политическую академию имени В. И. Ленина.

### Служба в Вооружённых Силах
В Советской Армии с сентября 1964 года. После окончания военного училища служил в Ракетных войсках стратегического назначения: начальник расчёта на космодроме Байконур. С 1970 года — политработник в РВСН: помощник начальника политического отдела по комсомольской работе Харьковского высшего военного командно-инженерного училища, старший инструктор отдела комсомольской работы политического управления РВСН, начальник отдела комсомольской работы — помощник начальника Политического управления РВСН по комсомольской работе.
После окончания академии, с марта 1980 года служил начальником политотдела — заместителем командира по политической части 58-й ракетной дивизии (пос. Кармелава, Литовская ССР). С октября 1985 года — первый заместитель начальника политотдела 50-й ракетной армии (Смоленск). С августа 1986 года — инспектор Отдела административных органов ЦК КПСС. С июня 1991 года — в аппарате Президента СССР (с оставлением в кадрах Вооружённых Сил).
С апреля 1992 года — начальник организационно-мобилизационного управления — заместитель начальника Главного штаба РВСН по организационно-мобилизационной работе. С 1997 года — начальник главного организационно-мобилизационного управления — заместитель начальника Генерального штаба Вооружённых Сил Российской Федерации.

### Гражданская служба
С июля 2002 года — начальник департамента мобилизационного развёртывания экономики — заместитель министра экономического развития и торговли Российской Федерации.
С мая 2004 года — директор департамента экономики программ обороны и безопасности Министерства экономического развития и торговли России.
С 20 марта 2006 года по май 2008 года — первый заместитель председателя Военно-промышленной комиссии при Правительстве Российской Федерации — министр Российской Федерации.
С 23 июня 2008 года по 1 марта 2011 года — первый заместитель председателя Военно-промышленной комиссии при Правительстве Российской Федерации.
С 9 августа 2011 года избран председателем совета директоров ОАО «Роснано»
Активно занимается общественной и научной деятельностью. Член-корреспондент Российской академии ракетных и артиллерийских наук (2004). Автор научных публикаций в области военного строительства и экономического обеспечения программ обороны и безопасности.

### Чины и звания
- Генерал-полковник (1998)
- Кандидат философских наук (1990)
- Доктор экономических наук (2003)

## Награды
- Орден «За заслуги перед Отечеством» IV степени (31 января 2007 года) — за большой вклад в укрепление обороноспособности страны и развитие оборонно-промышленного комплекса[5]
- Орден Александра Невского (4 октября 2019 года) — за достигнутые трудовые успехи, активную общественную деятельность и многолетнюю добросовестную работу[6].
- Орден «За военные заслуги» (1995)
- Орден Почёта (8 марта 2004 года) — за заслуги в проведении экономической политики государства[7]
- Орден Красной Звезды (1985)
- Орден «За службу Родине в Вооружённых Силах СССР» III степени (1979)
- Медаль Столыпина П. А. II степени (1 марта 2011 года)
- медали СССР и России
- Государственная премия Российской Федерации имени Г. К. Жукова (2002) — за выдающийся вклад в развитие и укрепление обороноспособности Российской Федерации
- Заслуженный военный специалист Российской Федерации (1999)